# 22911 Джонпардон
22911 Джонпардон (22911 Johnpardon) — астероїд головного поясу, відкритий 4 жовтня 1999 року.
Тіссеранів параметр щодо Юпітера — 3,655.